# Trappe (Maryland)
Trappe – miasto w Stanach Zjednoczonych, w stanie Maryland, w hrabstwie Talbot.